# 아낙시만드로스
아낙시만드로스(고대 그리스어: Ἀναξίμανδρος, 기원전 610년 ~ 546년)는 탈레스, 아낙시메네스와 함께 밀레토스 학파의 철학자이다. 그는 탈레스의 젊은 제자였는데, 탈레스가 아무런 저서를 남기지 않았기 때문에, 그는 그리스인들 중 최초로 자연에 관한 논문을 집필한 철학자가 되었다. 동시에 그는 사람들이 살고 있는 지역을 서판에 그리려는 시도를 감행한 최초의 인물이기도 하다. 그는 독자적인 사상을 구축함으로써 그리스 시대의 철학, 특히 만물관과 천문학 분야에서 중요한 위치를 차지했는데, 그의 독자적인 사상은 자신의 스승인 탈레스에 대한 반박으로부터 시작되었다고 볼 수 있다.

아낙시만드로스의 세계 지도

## 만물관
아낙시만드로스 또한 스승 탈레스의 영향을 받아 ‘세계를 구성하는 근본 재료가 존재한다’는 명제에는 동의를 하였다. 하지만 탈레스가 만물의 단일한 근본 재료가 '물' 이라고 한 것에 반해, 그는 만물을 구성하는 더욱 근본적이고 1차적인 재료가 존재한다고 생각했다.
그가 물이 만물의 근원이 될 수 없다고 생각한 까닭은 물의 성질이 규정적이었기 때문이다. 습함이라는 규정적인 성질을 가진 물이 건조한 물질의 재료가 될 수는 없다고 생각한 것이다. 그래서 그는 만물의 근원이 되는 존재는 성격이 무규정적이어야 한다고 생각했다. 동시에 세상의 모든 것을 이루어야 하므로 무한정하다고 생각했다. 그는 무규정적이고 무한정한 존재를 결여 뜻하는 접두어 'a-'와 경계 혹은 한도 뜻하는 ‘peras'의 결합어인 ’apeiron(아페이론)‘이라고 불렀다. apeiron은 영원하고, 늙지 않으며, 모든 세계를 둘러싸는데, 이것으로부터 모든 것이 생겨나며 소멸하여 이것으로 돌아간다. 따라서 세상에서 크고 작은 생성과 소멸이 발생할 때 부분들은 변화를 겪지만, 전체로는 변화가 없다. 그래서 이것은 신적인 것으로 여겨지기도 한다.
아낙시만드로스가 현대에 높은 평가를 받는 것은 그가 최초로 만물의 근원이 되는 존재가 어떻게 개별적인 사물로 변하는지를 제시한 철학자이기 때문이다. 그의 스승인 탈레스는 만물이 물로 이루어져 있다고는 하였으나, 물이 어떤 과정을 통해 개별적 사물로 변하는지에 대해서는 언급하지 않았다. 아낙시만드로스는 영원한 운동으로 인해 하나인 아페이론으로부터 원초적인 대립자들이 분리되어 나온다고 보았다. 이 원초적인 대립자들은 ‘뜨거운 것’(thermon), ‘차가운 것’(psychron) 그리고 ‘건조한 것’(xēron)과 ‘축축한 것’(hygron) 등의, 원소들의 성질들이 아니라 원소들 혹은 최초의 물질들 그 자체이다. 이 원소들은 곧 각각 불(pyr), 공기(aēr), 물(hydor), 흙(gē)에 해당하는데, 이 불, 공기, 물, 흙의 결합을 통해 만물이 생겨난다고 그는 말한다. 서로 반대되는 힘들(뜨거움-차가움, 건조함-습함)이 만물이 형태를 이루게 되는데, 이때 한 가지 힘이 지나치게 커질 경우, 이 힘은 반대되는 힘에 의해 자신의 불의에 대한 벌을 받음으로써 소멸되어 apeiron으로 돌아가게 된다.

## 우주론
아낙시만드로스는 우주의 모양과 크기를 상상하고 설명하는 데 건축학적, 기하학적 방법론을 차용했다. 그 이유는 아마 당시에 믿을 만한 천문학적 이론이나 장비 등이 전혀 갖추어져 있지 않았기 때문으로 추정된다. 그는 우주가 완전한 원통형이라고 보았다. 이때 이 원기둥의 높이는 지름의 1/3이다. 그리고 이 원기둥을 세 개의 불의 바퀴가 둘러싸고 있는데, 이것들은 바깥에서부터 각각 태양, 달, 별이며 바퀴의 둘레는 각각 지구의 27배, 18배, 9배에 해당한다.이것들은 위에서 보았을 때 여러 개의 크기가 다른 동심원들이 중첩되어 있는 것과 같은 형태이다.
이 바퀴에 대해 아낙시만드로스는 다음과 같이 설명한다. 우주가 탄생하던 시점에 뜨거움과 차가움의 기원(germ)이 영원한 물질(apeiron)으로부터 분리되었는데, 이것에서 나온 구형의 불꽃이, 마치 나무껍질이 나무를 둘러싸듯이 지구를 둘러싸는 증기가 된다. 그리고 이 불꽃이 부서져서 [부서진 조각들이] 하나의 바퀴의 모양을 하게 되는데, 이것이 곧 태양과 달, 별이다. 태양과 달, 별의 바퀴에 있는 날숨을 위한 관 모양의 통로를 통해 우리가 태양, 달, 별을 관측할 수 있는데, 이 통로가 차단될 때 식(蝕)들이 생긴다는 것이 그의 이론이었다.
그렇다면 왜 하필이면 불의 바퀴일까? 여기에는 당시 그리스 물리학의 기본이 되던 원리가 개입되어 있다. 바로 “가벼운 것은 위로, 무거운 것은 아래로”라는 원리인데, 아낙시만드로스는 흙이 4개 원소(불, 공기, 물, 흙) 중 흙이 가장 무겁고, 불이 가장 가볍다고 생각하였다. 그래서 가장 무거운 흙이 우주의 중심이 되는 땅을 이루고, 가장 가벼운 불이 천체를 이룬다고 본 것이다.
당시 물리학의 범주를 벗어나지 않고 나름 합리적인 방식으로 우주의 모습을 설명했다는 점, 그리고 태양을 거대한 크기의 물질로 보고 이것과 지구 사이의 거리를 따져본 최초의 천문학자였다는 점에서 그는 천문학적으로 매우 높은 평가를 받는다. Jonathan Barnes는 당시 밀레토스의 상황을 “한편에 대부분의 천문가 그룹이 있고 다른 한편에 홀로 아낙시만드로스가 있었다”고 하여 아낙시만드로스의 위상을 크게 묘사하기도 하였다.

## 인류의 기원
아낙시만드로스는 인류의 기원에 대해서는 다음과 같이 주장했다. 첫 번째 동물은 본래 바다에서 살았다. 즉, 습기에서 태어났다. 또한 가시 돋친 외피로 둘러 싸여 물고기의 형태를 하고 있었는데, 그들이 땅 위로 올라오면서 태양의 온기로 인해 습한 요소가 증발하면서 외피가 벗겨지고 성년이 된, 다시 말해 살아남을 수 있는 능력을 갖춘 사람들이 그로부터 나왔다고 한다.
이것은 다른 동물들은 태어난 지 얼마 되지 않아 스스로 삶을 꾸려가는 데 반해 인간은 오랜 기간 양육을 필요로 함에도 불구하고, 최초의 인간이 살아남을 수 있는 능력을 갖추게 되기 전 시기에 죽지 않고 생명을 유지한 것을 설명해내기 위한 나름의 시도였다고 볼 수 있다.

## 기상론
아낙시만드로스는 현재의 세계는 처음 세계가 생겨날 때와 동일한 힘들과 과정들의 지속적인 작용으로 인해 현재의 모습을 갖추고 있다는 ‘지속성의 원리’로써 기상 현상을 설명한다. 이런 설명은 특히 바람에 대한 설명에서 잘 드러난다.
그는 물이 땅에서 분리되고 난 후, 태양이 물을 증발시켜서 대기를 형성하도록 했다고 보았다. 이것은 다시, ‘분리되어 나오기’가 계속되고 있을 때, 건조한 ‘더 가벼운 것’과 습한 ‘더 무거운 것’으로 나뉘었다. 건조한 더 가벼운 것은 바람처럼 움직이며, 습한 더 무거운 것은 비처럼 쏟아진다. 이 과정은 계속 반복된다.
이때 이 ‘더 가벼운 것’과 ‘더 무거운 것’의 작용으로 천둥과 번개를 설명할 수 있다. '더 가벼운 것‘인 바람이 ’더 무거운 것‘인 짙은 구름으로 에워싸여 압축되었다가 미세함과 가벼움으로 인해 에워싼 구름을 비집고 터져 나올 때, 그 터짐이 요란한 소리를 내는 한편, 터진곳은 구름의 검은 성질과 대비되어 번쩍임의 분출을 만들어 낸다. 요란한 소리가 곧 천둥이고, 번쩍임의 분출이 곧 번개이다.

## 비판
프리드리히 니체(1844-1900)는 플라톤 이후의 철학을 도덕의 지배 하에 있다고 비판하였다. 니체가 보기에 아낙시만드로스의 철학 또한 도덕의 지배로부터 자유롭지 못하였다. 그것은 아낙시만드로스가 만물이 불의에 의해 생성되고 소멸된다고 보았기 때문이다. 이러한 점을 연유로 니체는 그의 미완성작 Philosophy in the Tragic Age of the Greeks에서 아낙시만드로스를 비판하였다.